# Bereźnica (rejon żydaczowski)
Bereźnica, Bereźnica Królewska (ukr. Бережниця, Bereżnycia) – wieś na Ukrainie, w obwodzie lwowskim, w rejonie stryjskim (do 2020 roku w rejonie żydaczowskim. W 2022 roku liczyła 1193 mieszkańców.
Za II Rzeczypospolitej do 1934 roku wieś stanowiła samodzielną gminę jednostkową w powiecie żydaczowskim w woj. stanisławowskim. W związku z reformą scaleniową została 1 sierpnia 1934 roku włączona do nowo utworzonej wiejskiej gminy zbiorowej gminy Młyniska w tymże powiecie i województwie. Po wojnie wieś weszła w struktury administracyjne Związku Radzieckiego.
W Bereźnicy urodził się taternik Jan Sawicki.